# Organització territorial de Montenegro
L'organització territorial de Montenegro segueix mantenint la mateixa estructura d'abans de la seva independència (2006) consistent en l'opština, que es tradueix per municipi, però que vindria a assemblar-se a una mena de comarca a l'entorn d'una població principal que n'és la capital i li dona nom.

## Opštine

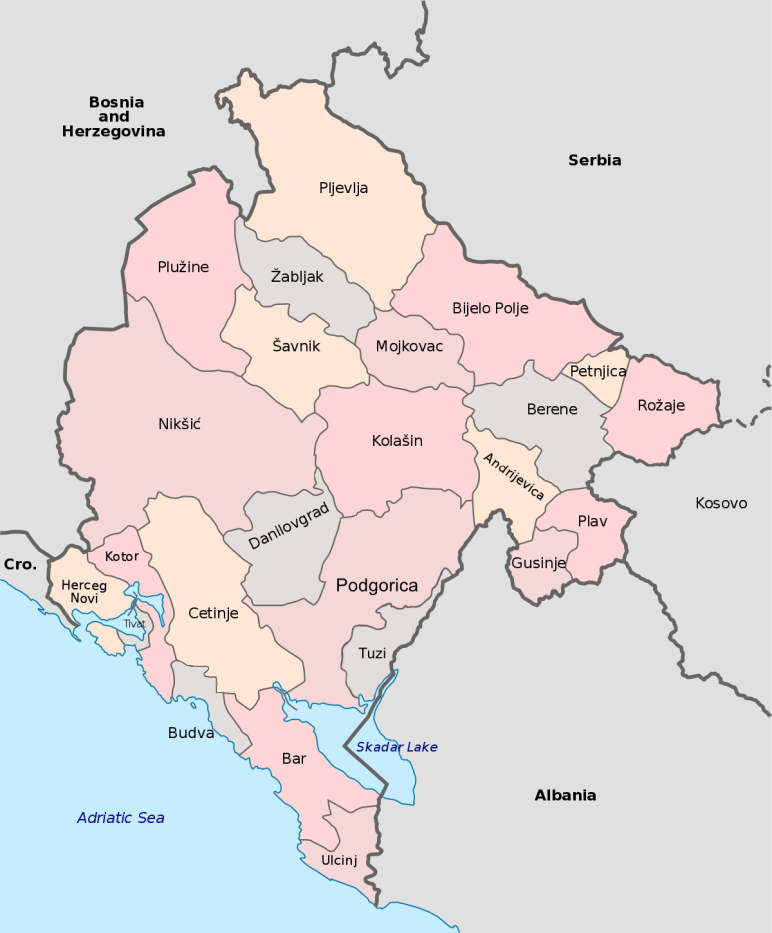
Els opštine de Montenegro

El nombre d'opštine de Montenegro era de 21 fins al 2013. Actualment en són 23 i els seus noms són els següents, per ordre alfabètic:
- Municipi d'Andrijevica
- Municipi de Bar
- Municipi de Berane
- Municipi de Bijelo Polje
- Municipi de Budva
- Municipi de Cetinje
- Municipi de Danilovgrad
- Municipi de Gusinje[1]
- Municipi de Herceg Novi
- Municipi de Kolašin
- Municipi de Kotor
- Municipi de Mojkovac
- Municipi de Nikšić
- Municipi de Petnjica[2][3][4]
- Municipi de Plav
- Municipi de Plužine
- Municipi de Pljevlja
- Municipi de Podgorica
- Municipi de Rožaje
- Municipi de Šavnik
- Municipi de Tivat
- Municipi de Tuzi
- Municipi d'Ulcinj
- Municipi de Žabljak
- Municipi de Zeta